# Месје 84
Месје 84 (М84) је елиптична галаксија у сазвежђу Девица која се налази у Месјеовом каталогу објеката дубоког неба.
Деклинација објекта је + 12° 53' 13" а ректасцензија 12h 25m 3,6s. Привидна величина (магнитуда) објекта М84 износи 9,2 а фотографска магнитуда 10,2. Налази се на удаљености од 17,463 милиона парсека од Сунца. М84 је још познат и под ознакама NGC 4374, UGC 7494, MCG 2-32-34, VCC 763, 3C 272.1, CGCG 70-58, IRAS 12224+1309, Markarian chain, PGC 40455.